# Klášter Svaté Pole
Klášter Svaté Pole (latinsky Monasterium Sacer Campus, německy Kloster Heiligenfeld) je někdejší cisterciácký klášter v obci Klášter nad Dědinou ve Východních Čechách. Nacházel se v údolí řeky Dědiny a patřil k historickému Hradeckému kraji. Ves Klášter nad Dědinou je dnes součástí obce Ledce v Královéhradeckém okrese.

## Dějiny
Dějiny kláštera jsou poněkud nejasné. Uváděné jsou roky založení 1149 nebo 1157, některé zdroje dokonce uvádějí, že zde ve 12. století bývalo převorství. Písemné doklady svědčí o klášteře teprve v zápise ze zasedání generální kapituly v roce 1272, po němž opati z klášterů Morimond a Žďár směli založit nový klášter. Také není zcela jasné, zda byl klášter dcerou nepomuckého kláštera (viz Janauschek, van der Meer, A. Schneider, Becking) nebo klášter Hradiště (viz F. Winter, Sedláček, Novotný, Kuthan). V každém případě je opatství doloženo až od roku 1292. Opatství disponovalo poměrně malým vlastnictvím. Podle poznámky z roku 1376 v této době výstavba klášterního kostela probíhala, nebo byla alespoň plánována. Na konci roku 1420 byl klášter dobyt a vypleněn husity . Poté již klášter není nikde zmíněn. Pozemky byly zastaveny a na konci 16. století přešly do majetku rodu Trčků z Lípy na Opočně.
Zbytky klášterního kostela byly zřejmě kolem roku 1740 zcela zarovnány. Do dnešních dnů se z kláštera nezachovala již žádná památka.